# Beste kameraden!
Beste kameraden! (Russisch: Дорогие товарищи!, Dorogieje tovarisjtsji!, internationale titel: Dear Comrades!) is een Russische historische film uit 2020 over het Bloedbad van Novotsjerkassk in 1962. De film werd geregisseerd door Andrej Kontsjalovski. De film ging in première tijdens het Filmfestival van Venetië.

## Verhaal
In 1962 vindt er in Novotsjerkassk een demonstratie plaats als gevolg van voedsel- en voorraadtekorten. Oud-frontsoldate Ljoeda Sjomina (Joelia Vysotskaja), een overtuigd communiste, ziet demonstranten neergeschoten worden in een poging van de overheid om de demonstratie te verhullen. Sjomina's dochter, die partij koos voor de demonstranten, raakt tijdens de schietpartij vermist. Deze gebeurtenissen stellen haar overtuigingen op de proef.

## Ontvangst
De film werd positief ontvangen door critici. Rotten Tomatoes gaf de film een score van 95% op basis van 55 recensies. Metacritic gaf een gewogen score van 82 van 100 op basis van 14 critici. André Waardenburg van NRC gaf een maximale score van vijf sterren. Volgens hem laat Kontsjalovski "alles zien in een sobere stijl. Tel daarbij het indringende spel van Joelia Vysotskaja (Kontsjalovski’s echtgenote) op als partijbureaucraat Ljoeda, en je hebt een historische film die je niet licht vergeet."